# 水野肇
水野 肇（みずの はじめ、1927年12月9日 -2019年5月）は、日本のジャーナリスト、医事評論家。大阪府出身。

## 来歴
父は作曲家・声楽家で元岡山大学教育学部長の水野康孝。1948年大阪外国語大学ロシア語学科卒業後、山陽新聞入社。社会部デスク時代に企画連載「ガンを追って」で日本新聞協会賞を受賞。その後独立して医事問題の評論家となり、老人保健福祉審議会、医道審議会等の委員を歴任。

## 著作
- 世界の病院 欧米の医療とその周辺 （ぺりかん社（ぺりかん新書） 1963年）
- 狂った細胞 （新潮社（ポケット・ライブラリ） 1963年）
- 日本の医療 その病根をたずねて （医学書院（看護教養新書） 1964年）
- 人間改造の医学 医学の最前線からのレポート （講談社（ブルーバックス） 1965年）
- 暮しのなかの医学 医者・くすり・環境 （ダイヤモンド社 1965年）
- 若きエリートの悲劇 仕事に殉じた男たちの記録 （光文社（カッパ・ビジネス） 1965年）
- 患者学入門 医者のかかり方・病院の選び方 （主婦と生活社 1966年）
- 農薬亡国論 一億人の人体実験 （講談社（ブルーバックス） 1966年）
- 現代健康論 文明病への挑戦 （日本経済新聞社（日経新書） 1967年）
- 日本の医療は狂っている （三一書房（三一新書） 1967年）
- 健康エリートへの道 ストレス時代からの脱出 （秋田書店（サンデー新書） 1967年）
- 交通事故の医学 （日本経済新聞社（日経新書） 1968年）
- ユニークな病院 医療のひずみをきりひらく人々 （毎日新聞社 1968年）
- 心臓移植 生と死の間 （日本経済新聞社 1968年）
- 医学部 日本の医師づくり （三省堂（三省堂新書） 1969年）
- ママの健康プラン 家庭の保健教室 （読売新聞社（健康シリーズ） 1970年）
- 脳教育 （潮出版社（潮新書） 1970年）
- 人間にとって医学とは何か （日本放送出版協会 1971年）
- ミドルはみんなノイローゼ （日本経済新聞社 1971年）
- 医療不信時代 日本の医療制度を考える （社会保険出版社 1971年）
- 脱半健康時代 （経済往来社 1972年）
- 医学を考える 対談集 （潮新書 1972年）
- 病める現代 （時事通信社 1972年）
- 子供の健康プラン （時事通信社（生活と健康シリーズ） 1972年）
- 医療に強くなる本 ギリギリ必要な医療の知識 （社会保険法規研究会 1973年）
- 医学と人間 （時事通信社 1974年）
- 名門病院 ズバリ頼れる （ホーチキ商事出版部（英知出版） 1974年）
- 健康に強くなる法 快適な毎日を実現しよう （日新報道 1974年）
- 世界に誇る一流病院 1－2 （ホーチキ商事出版部 1975年）
- 健康学入門 （グラフ社（マイライフシリーズ） 1975年）
- 医学と健康 対談集 （新評論 1976年）
- 現代医療の危機 “医の世界"の探訪から （日本経済新聞社 1976年）
- 上手に年とる法 老化は病気ではない （婦人生活社（男の家庭新書） 1976年）
- 健康のメカニズム （東京書籍（東書選書） 1977年）
- 頭を使う人に 忙しさが生む《からだ不安》を克服する法 （プレジデント社 1977年9月）
- 都会で生きぬく健康法 （鎌倉書房 1977年6月）
- ガンの征服される日 （鎌倉書房 1978年4月）
- 医者と患者のあいだ （三省堂選書 1978年6月）
- 夫と妻のための老年学 （正続） （中央公論社（中央公論新社） 1978年 のち文庫）
- 夫と妻のための育児学 （中央公論社 1979年3月 のち文庫）
- 酒の人間学 （立風書房 1979年5月）
- 働きざかりのからだ学 （文化出版局 1979年6月）
- 健康づくりの内と外 （経済往来社 1979年7月）
- しなやかに生きる中年学 （新潮社 1979年8月）
- 日本人のからだは変わった 80年代を生きる健康読本 （講談社 1980年1月）
- 悪魔の健康学 （文藝春秋 1980年6月）
- 80年代の知的健康学 自分の健康を守る重大なノウハウ （太陽企画出版 1980年）
- 親と子の脳教育 （聖教新聞社 1980（文化教養シリーズ）
- 夫と妻のための老後設計 （中央公論社 1980年3月 のち文庫）
- 脳を良くする育児学 （潮出版社 1980年6月）
- 危機をのりきる中年学 （主婦の友社 1981年3月）
- 水野肇の当世健康法対談 専門家が診断するそのウソとマコト （東洋経済新報社 1981年4月）
- よい医者の見わけ方 医者・病院えらびのポイントはこれだ （日本経済通信社（NKTブックス） 1981年5月）
- 仕事年齢を延ばせ 定年後もバリバリ働くための新しい医学 （マイヘルス社（ビタミン文庫） 1981年5月）
- ビジネスマンの健康百科 体と心のベスト管理法 （PHP研究所 1981年11月）
- 医学はどこまで進んだか 人間と医学 対談集 （中央文芸社 1981年11月）
- ミドルのためのサバイバル健康戦略 若さを保つ13の秘訣 （PHP研究所 1981年7月）
- 中年からの知的健康学 （潮出版社 1981年12月）
- すこやかに生きる熟年学 （グラフ社 1981年10月）
- 成人病の急所 そこが知りたい （主婦の友社 1982（健康新書）
- スキンシップ革命 両脳人間学のすすめ （PHP研究所 1982年3月）
- ヨーロッパの病院 （東京書籍 1982年8月）
- ビジネスマンのための熟年学 知的ライフワークのすすめ （グロビュー社 1982年2月）
- 医学的人間学へのアプローチ （中央公論社 1983年3月）
- 日本の名医たち （新潮社 1983年12月）
- 現代医学の視点 対談集成 （メヂカルフレンド社 1984年7月）
- 毎日が爽快! 現役で生きる熟年健康学 （番町書房 1984年2月）
- 夫と妻のための死生学 （中央公論社 1984年4月 のち文庫）
- 水野肇の病院学 （日本評論社 1985年10月）
- 出生のコントロール 男女生みわけから体外受精まで （日本経済新聞社 1985年2月）
- 気になる人の健康データ・バンク バランスのいい生き方ができる本 （大和出版 1985年3月）
- 夫と妻のための一病息災の健康学 （中央公論社 1985年4月）
- ザ・医学部 その伝統と可能性 （ABC出版 1985年10月）
- 私の医療ノート （人間と歴史社 1986年11月）
- からだの常識・非常識 （日本実業出版社 1986年11月）
- 一病息災の糖尿病学 （日本評論社 1986年7月）
- 夫と妻のための人間を考える医学 （中央公論社 1986年9月）
- 健康づくりの知恵袋 （日本評論社 1987年2月）
- 武見太郎の功罪（編 日本評論社 1987年5月）
- ストレス時代 （日本評論社 1987年7月）
- 二〇〇一年の医療 （中央公論社 1987年8月）
- おとしよりのユートピア 老人保健施設のゆくえ（編 新企画出版社 1987年6月）
- グッドヘルス設計学 成人病と上手につきあう法 （パンリサーチインスティテュート 1988年2月）
- 女のつよさ男のよわさ 性差の医学 （東京書籍 1988年8月）
- 医者が患者に見放されるとき 人間的医療を考える （東京書籍 1988年10月）
- スウェーデンの医療を考える （社会保険法規研究会 1988年10月）
- 名医ここにあり 人間の顔をした医療を求めて （ネスコ 1989年2月）
- 病気をだます熟年健康法 （読売新聞社 1989年9月）
- 健康ってなんだ? 自分でできるこれからの健康づくり （社会保険法規研究会 1989年4月）
- やっぱり半健康か （フォー・ユー 1989年11月）
- インフォームド・コンセント 医療現場における説明と同意 （中公新書 1990年1月）
- 昭和ヒトケタ男は長生きできない （読売新聞社 1990年11月）
- 私の出会った名ドクター （読売新聞社 1991年9月）
- 名医に聞く成人病 （中央公論社 1991年4月）
- 脳死と臓器移植 日本人の選択 （紀伊国屋書店 1991年5月）
- 医療ってなんだ? 1人1人を大切にするこれからの医療 （社会保険法規研究会 1992年5月）
- エイズのなにが恐いのか （中央公論社 1992年7月 のち文庫）
- 40歳からの新老年学 Q・O・L時代の生き方 （労働旬報社 1992年1月）
- 水野肇の健康・医療・福祉の本音 （法研 1993年9月）
- 薬よ、おごるなかれ （紀伊国屋書店 1994年1月）
- いかに死ぬか （中央公論社 1994年7月）
- がんの患者学 （ごま書房 1994年5月）
- 医療バブルが日本を潰す 病魔に冒された長寿大国 （加藤寛共著 PHP研究所 1995年6月）
- 現代医療の論点 水野肇の辛口コラム （法研 1996年8月）
- 医療・保険・福祉改革のヒント 社会保障存続の条件 （中公新書 1997年8月）
- 「対論」21世紀の社会保障 （日本評論社 1998年11月）
- 日本医療のゆくえ （紀伊國屋書店 1999年5月）
- 二十一世紀の日本の医療はどうなるか （バンガード社 1999年）
- あなたが痴呆になるとき （厚生科学研究所 1999年10月）
- 病まずに生きる死に方健康学 安らかな老いを生き抜くために （文化創作出版 1999年）
- インフルエンザパンデミック 10年に1度あなたを襲う （厚生科学研究所 2000年12月）
- 社会保障のグランド・デザイン （紀伊國屋書店 2000年7月）
- クスリ社会を生きる エッセンシャル・ドラッグの時代 （中公論書 2000年11月）
- 待ったなしの医療改革 庶民の目線でえがく （厚生科学研究所 2001年9月）
- 酒は飲んでも飲まれるな ストレス社会を生きるアルコールと健康 （厚生科学研究所 2002年4月）
- 老いかた上手 PPKの大往生をめざして （主婦の友社 2003年5月）
- 誰も書かなかった日本医師会 （草思社 2003年8月 のちちくま文庫）
- 水野肇が選んだ患者のための民間病院 （中央公論事業出版 2004年11月）
- 誰も書かなかった厚生省 （草思社 2005年7月）
- 医療はどこへ向かうのか 人間にとっての医学の意味を問い直す （草思社 2006年7月）
- まなざしの介護 認知症をめぐって （厚生科学研究所 2006年10月）
- 患者のための精神科病院 明日に向かう15病院の実践 （中央公論事業出版 2007年12月）
- 医療は、どこで間違ったのか （リベルタス・クレオ 2008年7月）
- 糖尿病と私（中央公論新社2011年9月）